# Cyclosorus clarkei
Cyclosorus clarkei är en kärrbräkenväxtart som först beskrevs av Richard Henry Beddome, och fick sitt nu gällande namn av Ren-Chang Ching. Cyclosorus clarkei ingår i släktet Cyclosorus och familjen Thelypteridaceae. Inga underarter finns listade.